# Bathypalaemonellidae
Bathypalaemonellidae is een familie van kreeftachtigen uit de klasse van de Malacostraca (hogere kreeftachtigen).

## Geslachten
- Bathypalaemonella Balss, 1914
- Bathypalaemonetes Cleva, 2001